# Alveolitis (tandheelkunde)
Alveolitis of alveolitis sicca dolorosa is in de tandheelkunde de ontsteking van de alveole na het trekken van een tand of kies.

## Oorzaak
Soms moet een tand of kies worden getrokken door cariës, parodontitis of ontsteking. Hierdoor komt de holte waar de kies in zat bloot. Deze open wond geneest relatief makkelijk, zoals alle wonden in de mond. Hiervoor moet er zich in de alveole, de tandholte, een bloedklonter vormen, die in het genezingsproces zal omvormen tot bot en ander bindweefsel en tandvlees. Wanneer deze bloedklonter zich niet vormt, spreekt men van een droge holte, waardoor micro-organismen van de mondholte zich zullen nestelen op de alveole wanden waardoor deze alveole zal beginnen etteren en ontsteken. Dit gaat gepaard met hevige pijnen die ongeveer twee dagen na de tandextractie opkomen.
Onvoldoende bloeding kan ontstaan door roken, diabetes, of een te zachte extractie. Ook spoelen om de slechte smaak weg te krijgen, kan de bloedklonter verwijderen en de alveole doen ontsteken.

## Genezing
Buiten preventief bloeding veroorzaken indien dit al niet is gebeurd bij de extractie, kan men ook de holte afsluiten met een pasta als Coe pack. Soms wordt antibiotica voorgeschreven, maar dit heeft een onbewezen werking. De wond afdekken met Alvogyl wordt zelden nog gedaan door de slechte smaak voor de patiënt, maar geeft wel goede resultaten.